# Wang Shi-ting
Dans ce nom chinois, le nom de famille, Wang, précède le nom personnel.
Pour les articles homonymes, voir Wang (patronyme) et Ting.
Wang Shi-ting (王思婷, née le 19 octobre 1973 à Tainan) est une joueuse de tennis taïwanaise, professionnelle des années 1990.
À quatre reprises, elle a atteint le 3e tour en simple dans une épreuve du Grand Chelem.
Elle a gagné six tournois WTA au cours de sa carrière, tous en simple et en Asie.
Wang Shi-ting demeure, à ce jour, la Taïwanaise la plus titrée de l'ère Open en simple dames.

## Carrière tennistique

### 1993: deux titres en simple
Elle est éliminée au second tour des deux majeurs où elle s'aligne, par Mary Joe Fernández à l'Open d'Australie puis par Amanda Coetzer à l'US Open. Il lui faut attendre le tournoi d'Osaka pour enfin avoir quelques résultats probants ; elle élimine en effet Kristin Godridge (6-0, 7-5) et Ai Sugiyama (6-2, 6-4) avant de perdre contre la tête de série no 1 et future lauréate Jana Novotná (6-3, 6-1). Elle s'aligne ensuite dans peu de tournois mais obtient néanmoins ses deux premiers titres cette même année.
Elle ouvre son palmarès en septembre à Hong-Kong : seconde tête de série (donc exemptée du premier tour), elle bat Cammy MacGregor (6-4, 6-2), Kristine Radford (6-4, 6-2) et Caroline Kuhlman (6-3, 6-2) avant de s'imposer en finale face à Marianne Werdel (6-4, 3-6, 7-5). Elle se rend ensuite au tournoi de Nichirei, où elle est battue dès le second tour par la Japonaise Kimiko Date sur un score de 6-4, 6-2.
Elle s'aligne ensuite à domicile à l'Open de Taiwan, où elle est la première tête de série. Elle y décroche son second titre en éliminant successivement Jane Chi (6-2, 6-2), Kerry-Anne Guse (6-7, 6-4, 7-5), Alexandra Fusai (6-3, 7-6), Shaun Stafford (6-3, 6-2) et l'Américaine Linda Wild en finale (6-1, 7-6).

### 1994: titre conservé à domicile
Elle bat l'Australienne Lisa McShea au premier tour du Danone Australian Hardcourt Championships, puis elle vainc Erika de Lone, Julie Halard et Florencia Labat, avant d'être éliminée par Magdalena Maleeva.
Elle aborde l'Open d'Australie en éliminant Audra Keller (6-4, 6-0) mais elle cède par la suite face à la future finaliste Arantxa Sánchez. Elle est ensuite absente un long moment des compétitions et essuie un échec dès le second tour de l'Open du Japon face à Marianne Werdel. Elle reprend des couleurs à Jakarta quelques jours après, en éliminant Kim de Weille, puis les deux lucky losers Linda Niemantsverdriet et Nana Miyagi, avant de perdre face à la locale Yayuk Basuki. Lors de Roland-Garros, elle arrive jusqu'au troisième tour où elle est éliminée par Natasha Zvereva, après avoir sorti Åsa Svensson et Silke Meier. Elle est ensuite présente dans peu de tournois jusqu'à l'US Open, où elle est éliminée au même stade par Gigi Fernández.
Lors de l'Open du Japon, elle est balayée par la locale Naoko Sawamatsu dès le premier tour. Elle se rend à Bali, où là encore elle est vaincue de manière précoce face à la Sud-Coréenne Park Sung-hee. Mais, lors du dernier tournoi de 1994, Wang réalise enfin un parcours victorieux complet, la menant à la conservation de son titre à domicile. Elle vainc ainsi Maja Zivec-Skulj (6-3, 6-1), Melanie Schnell (6-2, 6-1), Jolene Watanabe (6-7, 6-3, 6-0), puis l'Italienne Rita Grande (7-6, 6-2) avant de s'imposer en finale contre Kyoko Nagatsuka (6-1, 6-3).

### 1995: quatrième titre en simple et finale à Pékin en simple comme en double
À Jakarta elle parvient à réaliser un bon parcours : exemptée de premier tour en tant que tête de série no 5, elle élimine Tamarine Tanasugarn et Stephanie Rottier avant de s'incliner face à Maria Strandlund. À l'Open d'Australie, elle est sortie dès le premier tour par Miriam Oremans. Elle essuie par la suite plusieurs éliminations précoces, comme à Delray Beach où elle est sortie dès son entrée en lice. Absente pendant une période précédant les Internationaux de France, elle y atteint à nouveau le troisième tour en battant Katerina Maleeva (6-4 3-6 6-2) et Elena Likhovtseva (6-1, 6-2) puis elle perd contre Iva Majoli (7-5, 6-2).
Une nouvelle fois peu active, elle doit attendre d'être à Pékin pour obtenir enfin des résultats. Elle parvient ainsi à se hisser jusqu'en finale aussi bien en simple qu'en double. En simple, elle bat difficilement Sarah Pitkowski (6-0, 4-6, 6-1) puis plus facilement Tessa Price (7-5, 6-2) et Petra Kamstra (6-3, 6-4), avant de batailler contre Shaun Stafford (6-4, 2-6, 6-3), n'échouant qu'en finale face à Linda Wild (7-6, 6-2). En double, elle et sa partenaire Stephanie Rottier s'inclinent pour le titre contre Linda Wild et Claudia Porwik sur le score expéditif de 6-1, 6-0.
À Surabaya, elle obtient son quatrième titre WTA sans perdre un seul set, en éliminant notamment la Française Sarah Pitkowski (6-4, 7-5), Annabel Ellwood (6-0, 6-2) et, en finale, Yi Jingqian sur un double 6-1. Toujours en Indonésie, lors du tournoi de Pattaya, elle écarte Hiroko Mochizuki et Cătălina Cristea avant d'être éliminée par Naoko Kijimuta.

### 1996: une finale en double et deux nouveaux titres en simple
À Hobart, Wang réalise un bon parcourt en battant Ludmila Richterová et Elena Likhovtseva, puis en réalisant ensuite l'exploit d'éliminer Judith Wiesner (tête de série no 1) avant d'être battue par la future lauréate Julie Halard. Lors de l'Open d'Australie, Wang a toujours du mal à passer le second tour, car Brenda Schultz l'élimine à ce stade. Elle est éliminée au même niveau à Roland-Garros par Jana Novotná et à l'US Open par Anne-Gaëlle Sidot.
Le début de saison ressemblant aux années précédentes, la joueuse taïwanaise participe à peu de tournois. Il lui faut attendre la fin d'année pour réaliser à nouveau de bons résultats. À Tokyo, elle atteint une finale en double et un quart de finale en simple. En simple, elle élimine la locale Rika Hiraki sur le score de 6-1, 6-3, puis Andrea Glass sur le score de 6-1, 7-5, avant d'être éliminée par Arantxa Sánchez (6-4, 6-1, 6-1). Mais en double, elle et sa partenaire Park Sung-hee s'imposent contre deux paires japonaises (Saori Obata - Nami Urabe puis Miho Saeki - Yuka Yoshida), puis viennent à bout de la paire Rita Grande - Kimberly Po. Cependant, elles ne sont pas victorieuses de la paire Amanda Coetzer - Mary Pierce en finale.
En simple, cette même fin d'année est prolifique pour Wang. À Surabaya, elle réussit en effet à conserver son titre. Pour cela, elle élimine Hila Rosen (7-5, 6-3), Miho Saeki (6-3, 6-2), Sarah Pitkowski (7-6, 6-3), Yuka Yoshida (6-2, 6-4) et enfin Nana Miyagi (6-4, 6-0). Elle obtient ainsi son cinquième titre, mais pas le dernier puisqu'elle réitère son parcours à Pékin. Pour ce nouveau trophée, elle élimine sur un double 6-4 Hiroko Mochizuki, puis vainc la locale Yi Jingqian sur le score de 7-5, 6-2, s'offre la victoire au tour suivant face à Naoko Kijimuta (6-3, 6-4) et parvient ensuite à vaincre Tamarine Tanasugarn sur un score de 6-4, 6-3. En finale, elle obtient son second titre de l'année en battant Chen Li Ling (6-3, 6-4).

### Depuis 1997: une seule finale en double
En 1997, ses résultats sont maigres. À Hobart elle élimine Anne Kremer et Magdalena Grzybowska avant d'être éliminée par Marianne Werdel. Elle passe pour la première fois le second tour de l'Open d'Australie mais elle est éliminée par Karina Habšudová, après avoir écarté Linda Wild et Jolene Watanabe. À Tokyo, elle se fait éliminer par Lindsay Davenport dès le premier tour. Il lui faut ensuite attendre Tokyo pour réaliser à nouveau un bon parcours puisqu'elle élimine Haruka Inoue et Karin Kschwendt, avant de perdre contre Kimberly Po.
En 1998, elle atteint avec Park Sung-hee la finale en double à Gold Coast, qu'elles perdent face à la paire Elena Likhovtseva - Ai Sugiyama. En simple, Wang arrive en demi-finale en éliminant Anne-Gaëlle Sidot, Rachel McQuillan, Ruxandra Dragomir, s'inclinant contre Ai Sugiyama, future gagnante du tournoi. À Tōkyō, elle réalise un bon parcours dans l'ensemble en éliminant Shinobu Asagoe, Rika Hiraki, Lori McNeil pour arriver en demi-finale, où elle perd à nouveau contre Ai Sugiyama. Par la suite, elle doit attendre Pattaya pour dépasser le troisième tour dans un tournoi ; elle y est éliminée par la future lauréate Julie Halard.
En 1999, Wang ne passe quasiment plus le troisième tour d'un tournoi. Elle accède aux quarts à Tōkyō mais est éliminée par Corina Morariu. En 2000, elle prend sa retraite sportive.

## Palmarès

### Titres en simple dames
| No | Date       | Nom et lieu du tournoi  | Catégorie | Dotation  | Surface    | Finaliste       | Score         |          |
| -- | ---------- | ----------------------- | --------- | --------- | ---------- | --------------- | ------------- | -------- |
| 1  | 13/09/1993 | Digital Open, Hong Kong | Tier IV   | 100 000 $ | Dur (ext.) | Marianne Werdel | 6-4, 3-6, 7-5 | Parcours |
| 2  | 04/10/1993 | P&G Open, Taipei        | Tier IV   | 100 000 $ | Dur (ext.) | Linda Wild      | 6-1, 7-6      | Parcours |
| 3  | 14/11/1994 | P&G Tennis Open, Taipei | Tier IV   | 100 000 $ | Dur (ext.) | Kyoko Nagatsuka | 6-1, 6-3      | Parcours |
| 4  | 02/10/1995 | Wismilak Open, Surabaya | Tier IV   | 107 500 $ | Dur (ext.) | Yi Jingqian     | 6-1, 6-1      | Parcours |
| 5  | 07/10/1996 | Wismilak Open, Surabaya | Tier IV   | 107 500 $ | Dur (ext.) | Nana Miyagi     | 6-4, 6-0      | Parcours |
| 6  | 14/10/1996 | Nokia Open, Pékin       | Tier IV   | 107 500 $ | Dur (int.) | Chen Li Ling    | 6-3, 6-4      | Parcours |

### Finale en simple dames
| No | Date       | Nom et lieu du tournoi | Catégorie | Dotation  | Surface    | Vainqueure | Score    |          |
| -- | ---------- | ---------------------- | --------- | --------- | ---------- | ---------- | -------- | -------- |
| 1  | 25/09/1995 | Nokia Open, Pékin      | Tier IV   | 107 500 $ | Dur (ext.) | Linda Wild | 7-5, 6-2 | Parcours |

### Titre en double dames
Aucun

### Finales en double dames
| No | Date       | Nom et lieu du tournoi                     | Catégorie | Dotation  | Surface    | Vainqueures                   | Partenaire        | Score         |          |
| -- | ---------- | ------------------------------------------ | --------- | --------- | ---------- | ----------------------------- | ----------------- | ------------- | -------- |
| 1  | 25/09/1995 | Nokia Open Pékin                           | Tier IV   | 107 500 $ | Dur (ext.) | Claudia Porwik Linda Wild     | Stephanie Rottier | 6-1, 6-0      | Parcours |
| 2  | 16/09/1996 | Nichirei International Open Tokyo          | Tier II   | 450 000 $ | Dur (ext.) | Amanda Coetzer Mary Pierce    | Park Sung-hee     | 6-3, 7-6      | Parcours |
| 3  | 05/01/1998 | Thalgo Hardcourts Championships Gold Coast | Tier III  | 164 250 $ | Dur (ext.) | Elena Likhovtseva Ai Sugiyama | Park Sung-hee     | 1-6, 6-3, 6-4 | Parcours |

## Parcours en Grand Chelem

### En simple dames
| Année | Open d'Australie | Open d'Australie | Internationaux de France | Internationaux de France | Wimbledon       | Wimbledon      | US Open         | US Open           |
| ----- | ---------------- | ---------------- | ------------------------ | ------------------------ | --------------- | -------------- | --------------- | ----------------- |
| 1992  | -                | -                | 1er tour (1/64)          | Nathalie Housset         | -               | -              | 1er tour (1/64) | Nicole Arendt     |
| 1993  | 2e tour (1/32)   | M.J. Fernández   | -                        | -                        | -               | -              | 2e tour (1/32)  | Amanda Coetzer    |
| 1994  | 2e tour (1/32)   | Arantxa Sánchez  | 3e tour (1/16)           | Natasha Zvereva          | -               | -              | 3e tour (1/16)  | Gigi Fernández    |
| 1995  | 1er tour (1/64)  | Miriam Oremans   | 3e tour (1/16)           | Iva Majoli               | -               | -              | -               | -                 |
| 1996  | 2e tour (1/32)   | Brenda Schultz   | 2e tour (1/32)           | Jana Novotná             | -               | -              | 2e tour (1/32)  | Anne-Gaëlle Sidot |
| 1997  | 3e tour (1/16)   | Karina Habšudová | 2e tour (1/32)           | Barbara Paulus           | 2e tour (1/32)  | Helena Suková  | -               | -                 |
| 1998  | 2e tour (1/32)   | Patty Schnyder   | 1er tour (1/64)          | Silvia Farina            | 2e tour (1/32)  | Surina De Beer | 1er tour (1/64) | Sandrine Testud   |
| 1999  | 1er tour (1/64)  | Els Callens      | 1er tour (1/64)          | Els Callens              | 1er tour (1/64) | Jana Novotná   | 1er tour (1/64) | Jana Novotná      |

<á droite du résultat, l’ultime adversaire.

### En double dames
| Année | Open d'Australie             | Open d'Australie           | Internationaux de France      | Internationaux de France | Wimbledon                    | Wimbledon                  | US Open                      | US Open                  |
| ----- | ---------------------------- | -------------------------- | ----------------------------- | ------------------------ | ---------------------------- | -------------------------- | ---------------------------- | ------------------------ |
| 1996  | -                            | -                          | 3e tour (1/8) Park Sung-hee   | Jana Novotná A. Sánchez  | -                            | -                          | 2e tour (1/16) Park Sung-hee | C. Martínez P. Tarabini  |
| 1997  | 3e tour (1/8) Park Sung-hee  | L. Davenport Lisa Raymond  | 1er tour (1/32) Park Sung-hee | A. Fusai N. Tauziat      | 2e tour (1/16) Park Sung-hee | Nicole Arendt M. Bollegraf | -                            | -                        |
| 1998  | 3e tour (1/8) Park Sung-hee  | Lisa Raymond Rennae Stubbs | 2e tour (1/16) Janet Lee      | M. Hingis Jana Novotná   | 2e tour (1/16) Janet Lee     | M. de Swardt Debbie Graham | 2e tour (1/16) Janet Lee     | L. Courtois Maja Murić   |
| 1999  | 2e tour (1/16) S. Noorlander | M. Hingis A. Kournikova    | 1er tour (1/32) Janet Lee     | Alicia Ortuno C. Torrens | 1er tour (1/32) L. Montalvo  | W. Probst C. Singer        | 1er tour (1/32) K. Marosi    | L. Courtois Alicia Molik |
| 2000  | 1er tour (1/32) Krivencheva  | Virag Csurgo E. Martincová | -                             | -                        | -                            | -                          | -                            | -                        |

sous le résultat, la partenaire ; à droite, l’ultime équipe adverse.

## Parcours aux Jeux olympiques

### En simple dames
| # | Date       | Nom de l'olympiade      | Surface    | Résultat       | Ultime adversaire  | Score          |          |
| - | ---------- | ----------------------- | ---------- | -------------- | ------------------ | -------------- | -------- |
| 1 | 23/07/1996 | Summer Olympics Atlanta | Dur (ext.) | 2e tour (1/16) | Mary Joe Fernández | 7-64, 2-6, 6-1 | Parcours |

## Parcours en Coupe de la Fédération
| #                                                                                         | Date       | Lieu       | Surface                         | Gagnante(s)                        | Perdante(s)                       | Score          |          |
|                                                                                           |            |            |                                 |                                    |                                   |                |          |
| 1988 - 1er tour qualifications (groupe mondial) - Luxembourg - Taïwan - 2 : 1             |            |            |                                 |                                    |                                   |                |          |
| 1                                                                                         | 04/12/1988 | Melbourne  |                                 | Karin Kschwendt                    | Wang Shi-ting                     | 4-6, 6-4, 6-1  | Parcours |
| 1                                                                                         | 04/12/1988 | Melbourne  | Ginette Huberty Karin Kschwendt | Lai Su-Lin Wang Shi-ting           | 6-1, 6-0                          |                | Parcours |
|                                                                                           |            |            |                                 |                                    |                                   |                |          |
| 1989 - 1er tour qualifications (groupe mondial) - Taïwan - Mexique - 1 : 2                |            |            |                                 |                                    |                                   |                |          |
| 2                                                                                         | 01/10/1989 | Tokyo      | Dur (ext.)                      | Xochitl Escobedo                   | Wang Shi-ting                     | 6-3, 6-4       | Parcours |
| 2                                                                                         | 01/10/1989 | Tokyo      | Dur (ext.)                      | Lai Su-lin Wang Shi-ting           | Aranzazu Gallardo Maluca Llamas   | 6-0, 6-1       | Parcours |
|                                                                                           |            |            |                                 |                                    |                                   |                |          |
| 1990 - 1er tour qualifications (groupe mondial) - Venezuela - Taïwan - 1 : 2              |            |            |                                 |                                    |                                   |                |          |
| 3                                                                                         | 21/07/1990 | Atlanta    | Dur (ext.)                      | Wang Shi-ting                      | María Vento-Kabchi                | 7-5, 6-3       | Parcours |
| 3                                                                                         | 21/07/1990 | Atlanta    | Dur (ext.)                      | Lai Su-lin Wang Shi-ting           | Emily Leonardi María Vento-Kabchi | 5-7, 6-2, 6-4  | Parcours |
|                                                                                           |            |            |                                 |                                    |                                   |                |          |
| 1990 - 1er tour (groupe mondial) - France - Taïwan - 3 : 0                                |            |            |                                 |                                    |                                   |                |          |
| 4                                                                                         | 23/07/1990 | Atlanta    | Dur (ext.)                      | Nathalie Tauziat                   | Wang Shi-ting                     | 6-3, 6-2       | Parcours |
|                                                                                           |            |            |                                 |                                    |                                   |                |          |
| 1991 - 1er tour qualifications (groupe mondial) - République dominicaine - Taïwan - 0 : 3 |            |            |                                 |                                    |                                   |                |          |
| 5                                                                                         | 18/07/1991 | Nottingham |                                 | Wang Shi-ting                      | Joelle Schad                      | 6-2, 7-64      | Parcours |
| 5                                                                                         | 18/07/1991 | Nottingham | Lai Su-lin Wang Shi-ting        | Patricia Rodriguez Joelle Schad    | 6-2, 6-4                          |                | Parcours |
|                                                                                           |            |            |                                 |                                    |                                   |                |          |
| 1991 - 2e tour qualifications (groupe mondial) - Taïwan - Portugal - 1 : 2                |            |            |                                 |                                    |                                   |                |          |
| 6                                                                                         | 20/07/1991 | Nottingham |                                 | Wang Shi-ting                      | Sofia Prazeres                    | 6-4, 6-3       | Parcours |
| 6                                                                                         | 20/07/1991 | Nottingham | Tania Couto Sofia Prazeres      | Lai Su-lin Wang Shi-ting           | 6-4, 3-6, 6-4                     |                | Parcours |
|                                                                                           |            |            |                                 |                                    |                                   |                |          |
| 1994 - 1er tour (groupe mondial) - Taïwan - Indonésie - 1 : 2                             |            |            |                                 |                                    |                                   |                |          |
| 7                                                                                         | 19/07/1994 | Francfort  | Terre (ext.)                    | Wang Shi-ting                      | Yayuk Basuki                      | 6-4, 6-2       | Parcours |
| 7                                                                                         | 19/07/1994 | Francfort  | Terre (ext.)                    | Yayuk Basuki Romana Tedjakusuma    | Jane Chi Wang Shi-ting            | 6-4, 6-4       | Parcours |
|                                                                                           |            |            |                                 |                                    |                                   |                |          |
| 1999 - Barrage (groupe mondial II) - Roumanie - Taïwan - 3 : 0                            |            |            |                                 |                                    |                                   |                |          |
| 8                                                                                         | 21/07/1999 | Amsterdam  | Dur (ext.)                      | Ruxandra Dragomir                  | Wang Shi-ting                     | 6-74, 6-2, 6-2 | Parcours |
| 8                                                                                         | 21/07/1999 | Amsterdam  | Dur (ext.)                      | Cătălina Cristea Ruxandra Dragomir | Hsu Hsueh-li Wang Shi-ting        | 6-2, 6-4       | Parcours |
|                                                                                           |            |            |                                 |                                    |                                   |                |          |
| 1999 - Barrage (groupe mondial II) - Australie - Taïwan - 3 : 0                           |            |            |                                 |                                    |                                   |                |          |
| 9                                                                                         | 22/07/1999 | Amsterdam  | Dur (ext.)                      | Jelena Dokić                       | Wang Shi-ting                     | 6-4, 6-2       | Parcours |
|                                                                                           |            |            |                                 |                                    |                                   |                |          |
| 1999 - Barrage (groupe mondial II) - Argentine - Taïwan - 3 : 0                           |            |            |                                 |                                    |                                   |                |          |
| 10                                                                                        | 23/07/1999 | Amsterdam  | Dur (ext.)                      | Paola Suárez                       | Wang Shi-ting                     | 3-6, 6-4, 6-4  | Parcours |
| 10                                                                                        | 23/07/1999 | Amsterdam  | Dur (ext.)                      | Laura Montalvo Paola Suárez        | Hsu Hsueh-li Wang Shi-ting        | 6-2, 6-2       | Parcours |

## Classements WTA en fin de saison

### En simple
| Année | 1991 | 1992 | 1993 | 1994 | 1995 | 1996 | 1997 | 1998 | 1999 | 2000 | 2001 |
| Rang  | 185  | 54   | 30   | 42   | 44   | 40   | 67   | 59   | 156  | 460  | 813  |

source : (en) « Classements de Wang Shi-ting », sur le site officiel du WTA Tour

### En double
| Année | 1993 | 1994 | 1995 | 1996 | 1997 | 1998 | 1999 | 2000 | 2001 |
| Rang  | 369  | 411  | 166  | 63   | 57   | 54   | 124  | 481  | 758  |

source : (en) « Classements de Wang Shi-ting », sur le site officiel du WTA Tour